# アンヴァルジャン・サリエフ
アンヴァルジャン・アフマドジャノヴィチ・サリエフ (ウズベク語: Anvarjon Ahmadjonovich Soliev / Анваржон Ахмаджонович Солиев、1978年2月5日 - ) は、ウズベキスタン・トゥラクルガン出身の元プロサッカー選手である。ポジションはFW。

## 経歴

### ナフバホール・ナマンガン
ヤシュリク (Yoshlik) のサッカークラブでプレーした後、ナフバホール・ナマンガンに加入した。ナフバホール・ナマンガンは1998年にウズベキスタン・カップを制し、サリエフはその一員として活躍した。2001年、サリエフはパフタコールへと移籍した。

### パフタコール
サリエフはパフタコールで7シーズンプレーし、2008年にクルフチ (現ブニョドコル) へと移籍した。パフタコールでは6年連続でウズベク・リーグとウズベキスタン・カップの二冠を達成した。

### ブニョドコル
ブニョドコルでの初めてのシーズンとなった2008年、サリエフは12ゴールを挙げた。彼は現在ブニョドコルで46ゴールを挙げており、リバウドとセルヴェル・ジェパロフを抑えてクラブの最多得点記録を保持している (2012年11月21日時点) 。AFCチャンピオンズリーグでは全シーズンをあわせて16ゴールを挙げている。サリエフは2012年シーズン終了時点で217ゴールを挙げており、ウズベク人プロサッカー選手として100ゴール以上を挙げた者のみに入会資格があるゲンナディ・クラスニツキー・クラブの会員である。

## ウズベキスタン代表
彼はサッカーウズベキスタン代表に2001年から2009年まで選ばれており、48試合に出場、8ゴールを挙げた。

## 獲得タイトル

### クラブ
- ウズベク・リーグ 優勝 (12): 2002, 2003, 2004, 2005, 2006, 2007, 2008, 2009, 2010, 2011, 2014, 2015
- ウズベキスタン・カップ 優勝 (10): 1998, 2002, 2003, 2004, 2005, 2006, 2007, 2008, 2010, 2012

### 国際大会
- CISカップ: 2007
- AFCチャンピオンズリーグ 準決勝進出 (4): 2003, 2004, 2008, 2012

### 個人タイトル
- ウズベキスタン年間最優秀サッカー選手賞 3位: 2005
- ウズベク・リーグ得点王: 2005 (29ゴール)
- ゲンナディー・クラスニツキー・クラブ: 228ゴール

## 統計

### 代表における得点
| # | 日時          | 場所         | 対戦相手       | スコア | 結果 | 大会種別                            |
| - | ------------- | ------------ | -------------- | ------ | ---- | ----------------------------------- |
| 1 | 2003年8月20日 | リガ         | ラトビア       | 0-3    | 勝   | 親善試合                            |
| 2 | 2003年11月6日 | タシュケント | 香港           | 4-1    | 勝   | AFCアジアカップ2004予選             |
| 3 | 2004年2月18日 | タシュケント | イラク         | 1-1    | 分   | 2006 FIFAワールドカップ・アジア予選 |
| 4 | 2005年2月9日  | タシュケント | サウジアラビア | 1-1    | 分   | 2006 FIFAワールドカップ・アジア予選 |
| 5 | 2005年8月17日 | タシュケント | クウェート     | 3-2    | 勝   | 2006 FIFAワールドカップ・アジア予選 |
| 6 | 2006年8月16日 | タシュケント | 香港           | 2-2    | 分   | AFCアジアカップ2007予選             |
| 7 | 2007年3月9日  | シムケント   | キルギス       | 6-0    | 勝   | 親善試合                            |
| 8 | 2009年3月28日 | タシュケント | カタール       | 4-0    | 勝   | 2010 FIFAワールドカップ・アジア予選 |